# Los ojos perdidos
Pour plus de détails, voir Fiche technique et Distribution.
Los ojos perdidos est un film de guerre dramatique espagnol sorti en 1966, réalisé par Rafael García Serrano.

## Synopsis
En avril 1937, en pleine guerre civile espagnole, Margarita Sanz, fille du directeur d'une usine de munitions, reçoit une lettre de son bien-aimé Luis, qui lui rappelle leur rencontre à Saint-Sébastien : il était en route pour le front du nord pour combattre du côté franquiste comme enseigne provisoire, alors que son père est un officier républicain. Au cours des quelques heures qu'ils ont passées ensemble, ils sont tombés amoureux et ont fait des projets pour l'avenir, malgré l'incertitude du conflit.

## Fiche technique
- Titre original espagnol : Los ojos perdidos
- Genre : Film de guerre, film dramatique
- Réalisation : Rafael García Serrano
- Scénario : Rafael García Serrano, d'après le roman éponyme
- Musique : Antón García Abril
- Production : Eduardo Manzanos Brochero pour Estela Films
- Photographie : Eloy Mella
- Format d'image : Noir et blanc
- Montage : Antonio Gimeno
- Durée : 85 minutes
- Pays de production :  Espagne
- Année de sortie : 1966

## Distribution
- Jesús Aristu : Luis Valle
- Dyanik Zurakowska : Margarita Sanz
- Manuel Zarzo : Leoncio
- Manuel Tejada : Pablo
- Bárbara Teyde (es) : Consuelo
- Ángela Rhu : Carmela

## Récompenses
Le film reçoit le prix spécial du Sindicato Nacional del Espectáculo (es) en 1966, assorti d'une récompense de 250 000 pesetas.